# Kruhoočkovití
Kruhoočkovití (Zosteropidae) představují čeleď pěvců rozšířenou v Africe, Asii a na mnoha ostrovech v Tichomoří. Jde o relativně malé opeřence s kratšími, zaoblenými křídly a kompaktním tělem, hlava je středně velká a zobák tenký a zašpičatělý. Čeledi vynesl jméno nápadný oční kroužek, jenž se objevuje u řady jejich zástupců, jako je relativně jednotně vyhlížející, ale značně diverzifikovaný rod Zosterops. V rámci kruhoočkovitých se nicméně odvozují i některé vzhledově nepodobné rody, které byly historicky klasifikovány v rámci jiných čeledí (například rod Yuhina).
Kruhoočkovití představují přizpůsobivé ptáky rozšířené napříč širokou škálou stanovišť. Živí se bezobratlými, někdy i rostlinnými produkty. Kartáčkovitý jazyk mnohých kruhooček napomáhá konzumaci nektaru z květů. Kruhoočka bývají monogamní s biparentální péčí, u rodu Yuhina může více párů klást vejce do stejného hnízda. Inkubační doba trvá 10 až 16 dní, mláďata opouštějí hnízdo za 10 až 17 dní, nicméně ještě několik dalších týdnů vyžadují rodičovskou péči.

## Systematika
Za popisnou autoritu čeledi kruhoočkovitých (Zosteropidae) je pokládán francouzský přírodovědec Charles Lucien Bonaparte (1853), ačkoli první vědecké popisy jednotlivých druhů kruhooček spadají již do druhé poloviny 18. století. Nejpočetnější a nejtypičtější rod kruhooček představuje Zosterops, který popsali N. A. Vigors a T. Horsfield roku 1827 a jenž sdružuje podobně vypadající opeřence s nápadným kroužkem okolo oka, jenž čeledi vynesl i jméno. V průběhu historie se s kruhoočkovitými většinou nakládalo jako se samostatnou čeledí, díky přítomnosti kartáčkovitého jazyka byli pokládáni za příbuzné strdimilovitých (Nectariniidae) a kystráčkovitých (Meliphagidae), případně vystupovali jakožto podčeleď cukernatkovitých (Promeropidae).
Průkopnický Sibleyho a Ahlquistův systém ptáků založený na DNA-DNA hybridizaci, stejně jako navazující molekulárně-fylogenetické studie založené na sekvencích DNA (např. Cibois 2003) ukázaly příbuznost kruhooček s timáliemi, resp. pěnicemi. Jak čeleď timáliovitých (Timaliidae), tak čeleď pěnicovitých (Sylviidae) v širším smyslu představovaly extrémně problematické sběrné taxony a prošly výraznými taxonomickými revizemi, aby výsledný systém respektoval předpokládaný monofyletismus jednotlivých skupin. Kruhoočka v současném systému vystupují coby sesterský taxon vůči čeledím Timaliidae s.s., Pellorneidae, Alcippeidae a Leiothrichidae, jež zahrnují většinu diverzity původních timálií.
Mezi kruhoočkovité se v současnosti řadí rody původně řazené v rámci jiných čeledí. Například rod „timálií“ Yuhina je nyní řazen v rámci kruhoočkovitých, přičemž od něj byly vyčleněny rody Parayuhina a Staphida. Rody kruhooček Dasycrotapha, Zosterornis, Sterrhoptilus a Stictocerthia byly vyčleněny od původního rodu timálií Stachyris, který v užším smyslu zůstává zařazen mezi timáliovité. Již studie z roku 1995 potvrdila, že mezi kruhoočka patří problematický rod Apalopteron, do té doby klasifikovaný i mezi sběrnými pěnicovitými, timáliovitými či bulbulovitými. Jiné formy naopak byly z kruhoočkovitých vyčleněny jako blíže nepříbuzné, konkrétně například kruhoočko skořicové (Hypocryptadius cinnamomeus) řazené mezi vrabcovité (Passeridae) či kruhoočko rezavokrké (Madanga ruficollis, nyní Anthus ruficollis) řazené mezi konipasovité (Motacillidae).
Následující seznam rodů je aktuální k dubnu 2024:
- rod Apalopteron Bonaparte, 1854 – medosavka
- rod Cleptornis Oustalet, 1889 – kruhoočko
- rod Dasycrotapha Tweeddale, 1878 – timálie
- rod Heleia Hartlaub, 1865 – kruhoočko
- rod Megazosterops Stresemann, 1930 – kruhoočko
- rod Parayuhina Cai, Cibois, Alström, Moyle, J.D. Kennedy, Shimiao, R. Zhang, Irestedt, Ericson, Gelang, Qu, Lei & Fjeldså, 2019 – chocholáček
- rod Rukia Momiyama, 1922 – kruhoočko
- rod Staphida Swinhoe, 1871 – chocholáček
- rod Sterrhoptilus Oberholser, 1918 – timálie
- rod Stictocerthia Sangster, Vinciguerra, Gaudin & Andersen, 2023 – timálie[6]
- rod Tephrozosterops Stresemann, 1931 – kruhoočko
- rod Yuhina Hodgson, 1836 – chocholáček
- rod Zosterops Vigors & Horsfield, 1827 – kruhoočko
- rod Zosterornis Ogilvie-Grant, 1894 – timálie